# 弥生賞ディープインパクト記念
弥生賞ディープインパクト記念（やよいしょうディープインパクトきねん）は、日本中央競馬会 (JRA) が中山競馬場で施行する中央競馬の重賞競走（GII）である。1995年から「皐月賞トライアル」の副称がつけられており、競馬番組表での名称は「報知杯弥生賞ディープインパクト記念（皐月賞トライアル）」と表記される。
競走名の「弥生」は、陰暦で3月を表す呼称。弥生とは「いやおい」が変化したもので、「弥」は「いよいよ」「ますます」、「生」は「生い茂る」と使われ、草木が芽吹く月という意味で呼ばれるようになったことに由来。ディープインパクトは、無敗で牡馬三冠を制するなど史上最多タイ（当時）のJRA・GI7勝を記録し、2008年には顕彰馬に選出され、種牡馬としても2012年以来11年連続リーディングサイアーを獲得するなど輝かしい実績を残した競走馬である。
寄贈賞を提供する報知新聞社は、東京と大阪に本社を置き読売新聞グループの朝刊スポーツ紙を発行する新聞社。1872年（明治5年）に『郵便報知新聞』の名前で創刊し現存する日刊新聞系メディアとしては毎日新聞東京本社版に次いで2番目に長い歴史を持つ。
正賞は報知新聞社賞。

## 概説

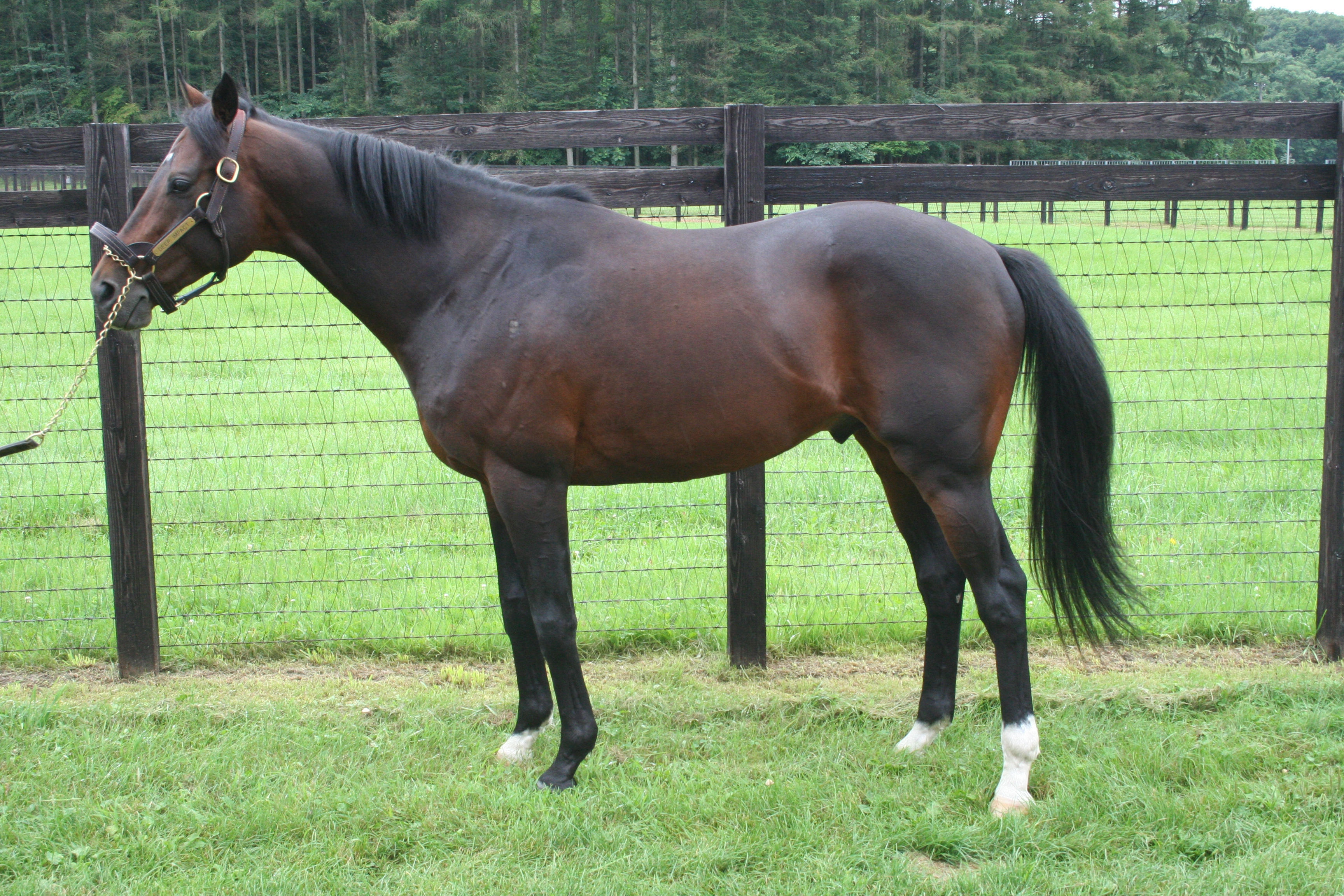
ディープインパクト（2002 - 2019）

3着までの馬に皐月賞の優先出走権が付与されるトライアル競走。1982年から1990年までは5着までに優先出走権を付与していたが、1991年から3着までに改められた。
1964年に「弥生賞」として創設された4歳（現3歳）馬限定の重賞競走で、当初は中山競馬場・芝1600mの別定戦で行われた。負担重量は1971年より馬齢に変更、施行距離やコースは幾度かの変遷を経て、1984年より中山競馬場・芝2000mに変更。これにより、クラシック戦線に直結する重要な前哨戦として位置づけられた。
外国産馬は1984年から1996年、及び2002年以降出走可能になった。地方競馬所属馬は1993年から出走可能になり、2010年からは外国馬も出走可能な国際競走となった。
2020年（令和2年）からは、2019年に死去したディープインパクトの功績を称え、同馬の重賞初勝利となった本競走の競走名を改称、同馬の冠競走「（報知杯）弥生賞ディープインパクト記念」として開催されることになった。令和になってからの新しい馬名冠競走は初で、中央競馬で現存する馬名冠競走はセントライト記念、シンザン記念に続く3例目で、新たに誕生する馬名冠競走は1974年に改称したアラブ重賞のシュンエイ記念とセイユウ記念（いずれも廃止）以来46年ぶりとなる。

### 競走条件
以下の内容は、2025年現在のもの。
出走資格：サラ系3歳
- JRA所属馬
- 地方競馬所属馬（後述）
- 外国調教馬（優先出走）

負担重量：馬齢重量（牡・せん57kg、牝馬55kg）
皐月賞のステップ競走に指定されており、地方競馬所属馬は皐月賞の出走候補馬（2頭まで）およびJRAの2歳GI競走優勝馬に優先出走が認められ、JRAで行われる芝の3歳重賞競走優勝馬にも出走資格がある。

### 賞金
2025年の1着賞金は5400万円で、以下2着2200万円、3着1400万円、4着810万円、5着540万円。

## 歴史
- 1964年 - 4歳馬限定の重賞競走「弥生賞」として創設[6]。
- 1970年 - 名称を「報知杯弥生賞」に変更。
- 1982年 - 「皐月賞指定オープン重賞」となり、上位5着までに皐月賞の優先出走権を付与[6]。
- 1984年
  - グレード制施行によりGIII[注 2]に格付け[6]。
  - 混合競走に指定、外国産馬が出走可能になる（1996年まで）[6]。
- 1987年 - GII[注 2]に格上げ[6]。
- 1991年 - 優先出走権取得条件を上位3着までに変更[6]。
- 1993年 - 指定交流競走となり、地方競馬所属馬が出走可能になる[8]。
- 1995年 - これ以降、「皐月賞トライアル」の副称がつく[8]。
- 2001年 - 馬齢表示の国際基準への変更に伴い、出走条件を「3歳」に変更。
- 2002年 - 混合競走に再指定[14]。
- 2007年 - 日本のパートI国昇格に伴い、格付表記をJpnIIに変更[15]。
- 2010年
  - 国際競走に変更され、外国調教馬が出走可能になる[9]。
  - 格付表記をGII（国際格付）に変更[9]。
- 2015年 
  - 出走可能頭数を18頭に拡大。
  - 外国馬の出走枠を9頭に変更。
- 2020年
  - 名称を「報知杯弥生賞ディープインパクト記念」に変更。
  - COVID-19の流行により「無観客競馬」として開催[16]（2021年も同様[17]）。
  - ディープインパクト記念の名前が付いた最初の年に亡くなったディープインパクトの産駒が勝利した。

### 歴代優勝馬
コース種別を表記していない距離は、芝コースを表す。
優勝馬の馬齢は、2000年以前も現行表記に揃えている。
| 回数   | 施行日        | 競馬場 | 距離        | 優勝馬             | 性齢 | 所属   | タイム | 優勝騎手   | 管理調教師 | 馬主                                 |
| ------ | ------------- | ------ | ----------- | ------------------ | ---- | ------ | ------ | ---------- | ---------- | ------------------------------------ |
| 第1回  | 1964年3月1日  | 中山   | 1600m       | トキノパレード     | 牡3  | JRA    | 1:38.5 | 野平好男   | 田中和夫   | 井口鈴一                             |
| 第2回  | 1965年2月28日 | 東京   | 1600m       | キーストン         | 牡3  | JRA    | 1:36.9 | 山本正司   | 松田由太郎 | 伊藤由五郎                           |
| 第3回  | 1966年2月27日 | 東京   | 1600m       | タマシユウホウ     | 牡3  | JRA    | 1:39.9 | 郷原洋行   | 稗田敏男   | 小川太助                             |
| 第4回  | 1967年3月5日  | 東京   | 1600m       | アサデンコウ       | 牡3  | JRA    | 1:38.7 | 森安重勝   | 藤本冨良   | 手塚栄一                             |
| 第5回  | 1968年3月17日 | 中山   | 1600m       | アサカオー         | 牡3  | JRA    | 1:37.4 | 加賀武見   | 中村広     | 浅香源二                             |
| 第6回  | 1969年3月2日  | 東京   | ダート1400m | ワイルドモア       | 牡3  | JRA    | 1:25.1 | 森安重勝   | 尾形藤吉   | 吉原貞敏                             |
| 第7回  | 1970年3月1日  | 東京   | ダート1600m | タニノムーティエ   | 牡3  | JRA    | 1:38.9 | 安田伊佐夫 | 島崎宏     | 谷水信夫                             |
| 第8回  | 1971年3月14日 | 中山   | 1800m       | メジロゲッコウ     | 牡3  | JRA    | 1:50.7 | 郷原洋行   | 大久保末吉 | 北野俊雄                             |
| 第9回  | 1972年5月14日 | 中山   | 1800m       | ロングエース       | 牡3  | JRA    | 1:50.3 | 武邦彦     | 松田由太郎 | 中井長一                             |
| 第10回 | 1973年3月4日  | 中山   | 1800m       | ハイセイコー       | 牡3  | JRA    | 1:50.9 | 増沢末夫   | 鈴木勝太郎 | ホースマンクラブ                     |
| 第11回 | 1974年3月3日  | 中山   | 1800m       | カーネルシンボリ   | 牡3  | JRA    | 1:51.2 | 野平祐二   | 野平省三   | 和田共弘                             |
| 第12回 | 1975年3月1日  | 中山   | 1800m       | カブラヤオー       | 牡3  | JRA    | 1:51.2 | 菅原泰夫   | 茂木為二郎 | 加藤よし子                           |
| 第13回 | 1976年3月7日  | 中山   | 1800m       | クライムカイザー   | 牡3  | JRA    | 1:51.2 | 加賀武見   | 佐藤嘉秋   | （有）三登                           |
| 第14回 | 1977年3月6日  | 中山   | 1800m       | ラッキールーラ     | 牡3  | JRA    | 1:49.8 | 伊藤正徳   | 尾形藤吉   | 吉原貞敏                             |
| 第15回 | 1978年3月5日  | 中山   | 1800m       | ファンタスト       | 牡3  | JRA    | 1:51.7 | 柴田政人   | 高松三太   | 伊達秀和                             |
| 第16回 | 1979年3月4日  | 中山   | 1800m       | リキアイオー       | 牡3  | JRA    | 1:51.1 | 星野信幸   | 伊藤竹男   | 高山幸雄                             |
| 第17回 | 1980年3月2日  | 中山   | 1800m       | トウショウゴッド   | 牡3  | JRA    | 1:52.0 | 中島啓之   | 奥平真治   | （株）トウショウ産業                 |
| 第18回 | 1981年3月1日  | 中山   | 1800m       | トドロキヒホウ     | 牡3  | JRA    | 1:51.1 | 郷原洋行   | 元石孝昭   | 町田圭三                             |
| 第19回 | 1982年3月7日  | 中山   | 1800m       | サルノキング       | 牡3  | JRA    | 1:51.4 | 田原成貴   | 中村好夫   | 中村和夫                             |
| 第20回 | 1983年3月6日  | 中山   | 1800m       | ミスターシービー   | 牡3  | JRA    | 1:50.2 | 吉永正人   | 松山康久   | 千明牧場                             |
| 第21回 | 1984年3月4日  | 中山   | 2000m       | シンボリルドルフ   | 牡3  | JRA    | 2:01.7 | 岡部幸雄   | 野平祐二   | シンボリ牧場                         |
| 第22回 | 1985年3月3日  | 中山   | 2000m       | スダホーク         | 牡3  | JRA    | 2:03.0 | 田村正光   | 古山良司   | 須田松夫                             |
| 第23回 | 1986年3月2日  | 中山   | 2000m       | ダイシンフブキ     | 牡3  | JRA    | 2:02.4 | 菅原泰夫   | 柴田寛     | 高橋金次                             |
| 第24回 | 1987年3月8日  | 中山   | 2000m       | サクラスターオー   | 牡3  | JRA    | 2:02.1 | 東信二     | 平井雄二   | （株）さくらコマース                 |
| 第25回 | 1988年3月6日  | 東京   | 2000m       | サクラチヨノオー   | 牡3  | JRA    | 2:01.1 | 小島太     | 境勝太郎   | （株）さくらコマース                 |
| 第26回 | 1989年3月5日  | 中山   | 2000m       | レインボーアンバー | 牡3  | JRA    | 2:07.7 | 増沢末夫   | 鈴木勝太郎 | （有）イーデン産業                   |
| 第27回 | 1990年3月4日  | 中山   | 2000m       | メジロライアン     | 牡3  | JRA    | 2:05.4 | 横山典弘   | 奥平真治   | （有）メジロ牧場                     |
| 第28回 | 1991年3月3日  | 中山   | 2000m       | イブキマイカグラ   | 牡3  | JRA    | 2:01.7 | 南井克巳   | 中尾正     | （有）伊吹                           |
| 第29回 | 1992年3月8日  | 中山   | 2000m       | アサカリジェント   | 牡3  | JRA    | 2:01.5 | 柴田政人   | 河野通文   | 佐久間有寿                           |
| 第30回 | 1993年3月7日  | 中山   | 2000m       | ウイニングチケット | 牡3  | JRA    | 2:00.1 | 柴田政人   | 伊藤雄二   | 太田美實                             |
| 第31回 | 1994年3月6日  | 中山   | 2000m       | サクラエイコウオー | 牡3  | JRA    | 2:01.3 | 小島太     | 境勝太郎   | （株）さくらコマース                 |
| 第32回 | 1995年3月5日  | 中山   | 2000m       | フジキセキ         | 牡3  | JRA    | 2:03.7 | 角田晃一   | 渡辺栄     | 齊藤四方司                           |
| 第33回 | 1996年3月3日  | 中山   | 2000m       | ダンスインザダーク | 牡3  | JRA    | 2:02.7 | 武豊       | 橋口弘次郎 | （有）社台レースホース               |
| 第34回 | 1997年3月2日  | 中山   | 2000m       | ランニングゲイル   | 牡3  | JRA    | 2:02.2 | 武豊       | 加用正     | 高橋秀昌                             |
| 第35回 | 1998年3月8日  | 中山   | 2000m       | スペシャルウィーク | 牡3  | JRA    | 2:01.8 | 武豊       | 白井寿昭   | 臼田浩義                             |
| 第36回 | 1999年3月7日  | 中山   | 2000m       | ナリタトップロード | 牡3  | JRA    | 2:03.5 | 渡辺薫彦   | 沖芳夫     | 山路秀則                             |
| 第37回 | 2000年3月5日  | 中山   | 2000m       | フサイチゼノン     | 牡3  | JRA    | 2:02.3 | 藤田伸二   | 田原成貴   | 関口房朗                             |
| 第38回 | 2001年3月4日  | 中山   | 2000m       | アグネスタキオン   | 牡3  | JRA    | 2:05.7 | 河内洋     | 長浜博之   | 渡辺孝男                             |
| 第39回 | 2002年3月3日  | 中山   | 2000m       | バランスオブゲーム | 牡3  | JRA    | 2:02.0 | 田中勝春   | 宗像義忠   | 薗部博之                             |
| 第40回 | 2003年3月9日  | 中山   | 2000m       | エイシンチャンプ   | 牡3  | JRA    | 2:02.3 | 福永祐一   | 瀬戸口勉   | 平井豊光                             |
| 第41回 | 2004年3月7日  | 中山   | 2000m       | コスモバルク       | 牡3  | 北海道 | 2:00.5 | 五十嵐冬樹 | 田部和則   | 岡田美佐子                           |
| 第42回 | 2005年3月6日  | 中山   | 2000m       | ディープインパクト | 牡3  | JRA    | 2:02.2 | 武豊       | 池江泰郎   | 金子真人                             |
| 第43回 | 2006年3月5日  | 中山   | 2000m       | アドマイヤムーン   | 牡3  | JRA    | 2:01.5 | 武豊       | 松田博資   | 近藤利一                             |
| 第44回 | 2007年3月4日  | 中山   | 2000m       | アドマイヤオーラ   | 牡3  | JRA    | 2:00:5 | 武豊       | 松田博資   | 近藤利一                             |
| 第45回 | 2008年3月9日  | 中山   | 2000m       | マイネルチャールズ | 牡3  | JRA    | 2:01.8 | 松岡正海   | 稲葉隆一   | （株）サラブレッドクラブ・ラフィアン |
| 第46回 | 2009年3月8日  | 中山   | 2000m       | ロジユニヴァース   | 牡3  | JRA    | 2:03.5 | 横山典弘   | 萩原清     | 久米田正明                           |
| 第47回 | 2010年3月7日  | 中山   | 2000m       | ヴィクトワールピサ | 牡3  | JRA    | 2:06.1 | 武豊       | 角居勝彦   | 市川義美                             |
| 第48回 | 2011年3月6日  | 中山   | 2000m       | サダムパテック     | 牡3  | JRA    | 2:01.0 | 岩田康誠   | 西園正都   | 大西定                               |
| 第49回 | 2012年3月4日  | 中山   | 2000m       | コスモオオゾラ     | 牡3  | JRA    | 2:03.9 | 柴田大知   | 高橋義博   | （有）ビッグレッドファーム           |
| 第50回 | 2013年3月3日  | 中山   | 2000m       | カミノタサハラ     | 牡3  | JRA    | 2:01.0 | 内田博幸   | 国枝栄     | 金子真人ホールディングス（株）       |
| 第51回 | 2014年3月9日  | 中山   | 2000m       | トゥザワールド     | 牡3  | JRA    | 2:01.4 | 川田将雅   | 池江泰寿   | （有）キャロットファーム             |
| 第52回 | 2015年3月8日  | 中山   | 2000m       | サトノクラウン     | 牡3  | JRA    | 2:01.8 | 福永祐一   | 堀宣行     | 里見治                               |
| 第53回 | 2016年3月6日  | 中山   | 2000m       | マカヒキ           | 牡3  | JRA    | 1:59.9 | C.ルメール | 友道康夫   | 金子真人ホールディングス（株）       |
| 第54回 | 2017年3月5日  | 中山   | 2000m       | カデナ             | 牡3  | JRA    | 2:03.2 | 福永祐一   | 中竹和也   | 前田幸治                             |
| 第55回 | 2018年3月4日  | 中山   | 2000m       | ダノンプレミアム   | 牡3  | JRA    | 2:01.0 | 川田将雅   | 中内田充正 | （株）ダノックス                     |
| 第56回 | 2019年3月3日  | 中山   | 2000m       | メイショウテンゲン | 牡3  | JRA    | 2:03.3 | 池添謙一   | 池添兼雄   | 松本好雄                             |
| 第57回 | 2020年3月8日  | 中山   | 2000m       | サトノフラッグ     | 牡3  | JRA    | 2:02.9 | 武豊       | 国枝栄     | （株）サトミホースカンパニー         |
| 第58回 | 2021年3月7日  | 中山   | 2000m       | タイトルホルダー   | 牡3  | JRA    | 2:02.0 | 横山武史   | 栗田徹     | 山田弘                               |
| 第59回 | 2022年3月6日  | 中山   | 2000m       | アスクビクターモア | 牡3  | JRA    | 2:00.5 | 田辺裕信   | 田村康仁   | 廣崎利洋HD（株）                     |
| 第60回 | 2023年3月5日  | 中山   | 2000m       | タスティエーラ     | 牡3  | JRA    | 2:00.4 | 松山弘平   | 堀宣行     | （有）キャロットファーム             |
| 第61回 | 2024年3月3日  | 中山   | 2000m       | コスモキュランダ   | 牡3  | JRA    | 1:59.8 | M.デムーロ | 加藤士津八 | （有）ビッグレッドファーム           |
| 第62回 | 2025年3月9日  | 中山   | 2000m       | ファウストラーゼン | 牡3  | JRA    | 2:01.3 | 杉原誠人   | 西村真幸   | 宮崎俊也                             |